# Rio Guariba (vattendrag i Brasilien)
Rio Guariba är ett vattendrag i Brasilien.   Det ligger i delstaten Amazonas, i den nordvästra delen av landet, 2 300 km nordväst om huvudstaden Brasília.
I omgivningarna runt Rio Guariba växer i huvudsak städsegrön lövskog. Trakten runt Rio Guariba är nära nog obefolkad, med mindre än två invånare per kvadratkilometer.